# Ana Beatriz Barbosa Silva
Ana Beatriz Barbosa Silva (Río de Janeiro, 30 de marzo de 1966) es una psiquiatra, conferencista, y escritora brasileña, con un posgrado en la Universidad Federal de Río de Janeiro. Médica graduada en la Universidad del Estado de Río de Janeiro (UERJ), y con un posgrado en psiquiatría por la Universidad Federal de Río de Janeiro (UFRJ). 
En 2009, dos de sus libros estuvieron entre los más vendidos en el Brasil en la categoría "no ficción", conforme al estudio de la Revista Veja.

## Honores
- Profesora honoris causa por la UniFMU (SP).
- Presidenta de la AEDDA – Associação dos Estudos do Distúrbio do Déficit de Atenção (SP).
- Directora técnica de las Clínicas Medicina del Comportamiento de Río de Janeiro y de São Paulo, donde atiende pacientes y realiza supervisión con su equipo de profesionales. Escritora, conferencista, consultora y entrevistas en diversos medios de comunicación sobre diversos temas de la conducta humana.

## Obra
- Mentes Inquietas. 2003
- Sorria, Você Está Sendo Filmado 2004
- Mentes & Manías 2004
- Mentes Insaciaveis: Anorexia, Bulimia e Compulsão Alimentar. 2005 ISBN 8500025018
- Mentes com Medo. 2006
- Mentes Perigosas: O Psicopata Mora ao Lado. 2008. Editorial Fontanar. 210 pp. ISBN 8573029161
- Mentes Inquietas: TDAH - Desatenção, Hiperatividade e Impulsividade. 2009
- Mentes Perigosas nas Escolas: Bullyng. 2010. Editorial Fontanar. 189 pp. ISBN 8539000598
- Mentes peligrosas: un psicópata vive al lado. 2011. Editor Santillana Ediciones Generales, 222 pp. ISBN 6071107768